# 中興票券事件
中興票券事件，又稱中興票券案、簡稱興票案，是2000年中華民國總統選舉中爆發的金融醜聞案，主角為時任中華民國總統參選人宋楚瑜。這個事件是由中國國民黨不分區立法委員楊吉雄召開記者會指控宋楚瑜之子宋鎮遠擁有中興票券（今兆豐票券金融股份有限公司）一億六百餘萬元票券所引起，這筆資金來自於國民黨，國民黨向臺灣臺北地方法院檢察署提出告訴，指控宋楚瑜侵佔黨款。這起事件造成國民黨與宋楚瑜的形象受損。該案事後雖獲不起訴處分，但一般認為是總統選舉宋楚瑜落敗的重要因素之一。

## 事件經過
1999年12月9日，國民黨不分區立委楊吉雄召開記者會，指出宋楚瑜之子宋鎮遠，於1992年開始，在中興票券開戶，購買一億六百餘萬元票券。因為宋鎮遠當時只有24歲，他對於資金的來源表示懷疑。宋楚瑜第一時間說他並不清楚，但極力保證自己的清廉。之後透過發言人指出，這筆錢是宋鎮遠與朋友做生意的資金，12月10日又改口，這是由「長輩」贈與宋鎮遠的創業基金，但是他無法透露長輩的身份。同日，新聞媒體報導，這筆錢總共的金額是2.4億，並不是一開始所說的僅止一億六百餘萬多元。
1999年12月11日，發言人再度說明，第一筆錢是宋家自己的，另外一億元則是長輩贈與的。但這仍然無法停止外界的質疑聲浪。國民黨代表律師莊柏林指出，宋楚瑜曾經私下找過東帝士集團的陳由豪，希望他承認是贈與這筆錢的長輩，但遭到陳由豪拒絕。無黨籍立委林瑞圖同時揭發宋鎮遠在美國擁有五棟房產，他對資金的來源表示懷疑，引起社會輿論及媒體報導，要求宋楚瑜說明。
1999年12月14日，宋楚瑜首次對其子名下財產發表聲明，透露他當年奉時任中國國民黨主席李登輝指示，成立「秘書長專戶」，做為照顧蔣經國在美國的後代及國民黨各項黨政運作之用，隔天遭李登輝駁斥，李指宋是侵占國民黨黨庫公款。國民黨懷疑這筆錢是被宋楚瑜所竊佔的，檢察官收到告發後主動進行偵查，興票案正式進入司法程序。為表明他本人的清白，他將所有的錢領出，交給信託，直到訴訟結束。
1999年12月16日，中華民國財政部擴大調查全案。12月29日，國民黨完成興票案調查報導提報中常會，指宋涉偽造文書、背信、侵占，立委陳昭南再控宋楚瑜於1994年中華民國省市長暨省市議員選舉時，涉申報競選經費申報不實，檢方將全案合併楊吉雄的提告一同偵辦。
由賴素如擔任國民黨委任律師，控告宋楚瑜與陳萬水。
2000年1月25日，宋楚瑜委託律師到臺灣臺北地方法院聲請債務清償，準備退還兩億四千多萬款項，指名由「國民黨主席李登輝」提領；2月10日，監察院公布興票案調查報告，宋楚瑜回應未A國家一毛錢；2月16日，國民黨正式遞狀控告宋侵占三億六千萬黨款。
2000年3月20日，李登輝卸任國民黨主席，由連戰接任。4月27日，臺北地檢署主任檢察官洪泰文赴宋楚瑜辦公室就訊宋，宋強調款項均依「國民黨高層」指示執行，未涉不法。
2001年1月20日，臺北地檢署偵結興票案，對宋楚瑜、陳萬水夫婦、兒子宋鎮遠、小姨子陳碧雲、機要秘書楊雲黛等五名被告處分不起訴，檢方認為，相關資金確為用於照顧蔣家遺族與政黨運作，國民黨利益並未受損，且相關爭訟應屬民事範疇非刑責，因此予以不起訴。
2001年2月8日，在連戰任內，國民黨對全案放棄再議，全案不起訴處分確定。但當初的國民黨委任律師莊柏林以發現「新事實、新證據」為由，於三月底向最高檢察署聲請再議，全案發交臺北地檢署，臺北地檢署於4月3日，重新調查。
2003年3月中旬，臺北地檢署承辦檢察官林邦樑為興票案，赴鴻禧山莊偵訊前總統兼國民黨主席李登輝；9月，前總統兼國民黨主席李登輝寄交「陳明狀」給臺北地檢署，聲明當年未授權宋楚瑜開「秘書長專戶」，宋是私刻印章開戶侵占公款；10月22日，前總統兼國民黨主席李登輝以證人身份到臺北地檢署出庭說明興票案。
2003年11月6日，臺北地檢署收到宋楚瑜向臺北地檢署所遞交陳明狀，宋楚瑜表示願與李登輝對質，並就李登輝先前的陳明狀逐條反駁；11月7日，楊雲黛赴臺北地檢署說明興票案；12月5日，宋楚瑜赴臺北地檢署說明興票案。
2005年1月17日，臺北地檢署認為所謂「新事實、新證據」不足做為證據，將此部分予以簽結。

## 後續發展
審理期間，宋楚瑜將帳戶餘款新台幣2.4億於2000年辦理法院提存，以靜待司法調查。確定興票案不起訴處分不得再議後，此提存款2.4億元由時任國民黨主席吳伯雄、國民黨前主席李登輝同意兩造間並無任何債權、債務關係，依據提存法規相關程序在2010年發還給宋楚瑜。提存期間所產生之綜所稅亦由宋楚瑜繳納。後續接任之國民黨主席馬英九又表態希望宋楚瑜將錢給國民黨，2011年7月，宋楚瑜聲明這筆2.4億的錢是他省長選舉的結餘款，並不是國民黨的資金，不需要交還國民黨。

## 外部連結
- . 今日新聞. 2004年1月11日  [2013年9月17日]. （原始内容存档于2012年1月6日）.

## 其他選舉事件條目
- 宇昌案
- 富邦案
- MG149案